# مریستاد
شهر مریستاد (به سوئدی: Mariestad) در ناحیه شهری مریستاد در کشور سوئد واقع شده‌است. جمعیت این شهر ۱۴۱۰٫۱۳  نفر است.